# Bolel
El bolel es un estilo de música etíope que evolucionó a partir de la tradición musical Azmari en Adís Abeba y de elementos de la cultura urbana moderna. La palabra bolel es una forma corrupta de la palabra polvo, en referencia a los caminos precarios de las zonas rurales.